# Hendrik Bijleveld (1885-1954)
Hendrik Bijleveld (Amsterdam, 31 juli 1885 – Amsterdam, 10 februari 1954) was een Nederlandse advocaat en politicus voor de Anti-Revolutionaire Partij (ARP).
Bijleveld was een zoon van de kweekschooldirecteur en onderwijsinspecteur en Tweede Kamerlid Hendrik Bijleveld en Johanna Elisabeth Hillen. Hij studeerde rechten aan de Vrije Universiteit te Amsterdam. Na zijn studie vestigde hij zich aldaar als advocaat. Op 33 -jarige leeftijd was hij korte tijd minister van Marine in het eerste kabinet-Ruijs de Beerenbrouck. Hij dankte zijn ministerschap waarschijnlijk vooral aan het feit dat hij compagnon van minister De Vries was geweest. Hij kwam in conflict met de Tweede Kamer over de bouw van nieuwe schepen en trad af nadat zijn begroting mede door toedoen van enkele van zijn geestverwanten was verworpen. Nadien was hij ARP-Tweede Kamerlid en fractiesecretaris. In de Kamer was Bijleveld onder andere woordvoerder volksgezondheid en vanaf 1928 koloniaal woordvoerder als opvolger van Scheurer.

## Onderscheiding
- Ridder in de Orde van de Nederlandse Leeuw

- Biografisch Portaal: 37146973
- Library of Congress Control Number: no2020028827
- Parlement.com: vg09lkz17ay7
- Virtual International Authority File: 3410158309895506690000